# Missão de Observação das Nações Unidas no Iêmen
A Missão de Observação das Nações Unidas no Iêmen (também conhecida como UNYOM por sua sigla em inglês) foi uma operação multinacional de manutenção de paz da implantada no Iêmen entre 1963 e 1964. Seu mandato foi estabelecido com a aprovação da Resolução 179 do Conselho de Segurança  das Nações Unidas em 11 de junho de 1963. Seu objetivo foi monitorar a implementação do acordo de desvinculação entre a Arábia Saudita e a República Árabe Unida na guerra civil que estava se passando no Iêmen, poderia causar a internacionalização do conflito.
Durante os meses que a missão durou - de julho de 1963 a setembro de 1964 - a UNYOM tinha implantado 25 observadores militares e 164 unidades de reconhecimento militar, além do pessoal civil (locais e internacionais) e unidades aéreas. A missão não sofreu nenhuma baixa.